# 应用地理学
应用地理学是研究如何运用地理学的理论、原则和方法，在基础地理资料的支持下，研究与人类社会经济发展有关的各种自然环境问题，提出解决问题的方法和途径的一门学科。它是现代地理学的学科分支。
人类很早以前就会运用地理知识解决生活生活中遇到的问题。公元前3000多年前的古埃及人，通过对尼罗河河水的涨落情况的记载，掌握尼罗河洪水的规律发展农业生产。中国原始社会晚期，大禹通过疏导黄河，治理了黄河水患。
应用地理学作为一门学科形成于20世纪30年代的西方国家。